# Crematogaster limata
Crematogaster limata är en myrart som beskrevs av Smith 1858. Crematogaster limata ingår i släktet Crematogaster och familjen myror.

## Underarter
Arten delas in i följande underarter:
- C. l. dextella
- C. l. limata
- C. l. palans
- C. l. parabiotica